# Andy Salmon
Andrew "Andy" Salmon (nacido el 2 de julio de 1959) fue hasta febrero de 2010, el comandante general de los Royal Marines.

## Biografía

### Carrera
La carrera de Andy Salmón lo ha llevado desde el Comando de Coalición SE en Irak de los Royal Marines, comandante general Royal Marines y de la OTAN, con el servicio activo en Irlanda del Norte, el norte de Irak, Bagdad, Basora, Angola y Sierra Leona.
Como un comandante experimentado y líder principal, Andy tiene experiencia real la elaboración y ejecución de la estrategia al más alto nivel. Fue Director de los Balcanes durante la crisis de Macedonia y de la OTAN y de la reestructuración de la UE. Andy es un orador inspirador del liderazgo, de alto rendimiento y la transformación - obtener lo mejor de las personas dispares y equipos de construcción.
Su experiencia incluye la contratación Whitehall, asesor de política de los jefes de Estado Mayor de la crisis de Kosovo (1999) y los Balcanes. Fue Director de la crisis de macedonia de 2001. También trabajó con el Tribunal Penal Internacional para la ex Yugoslavia y en las respuestas post-9/11. Él creó la nueva sede de primera línea para la Royal Navy en 2004-6 y fue Comandante del Centro de Formación Commando, la introducción de un sistema de entrenamiento integral en los Royal Marines, 2006/7.
Fue asesor especial del Grupo de Estudio de la Seguridad Humana, creado por Javier Solana en 2004, y se sienta en la junta asesora de los practicantes de la Revista de Política Global. Se sienta en el consejo asesor de Mary Kaldor de 'La brecha de seguridad ", es un Senior Visiting Fellow en la London School of Economics y profesor de la Unidad de Investigación de la Sociedad Civil y Seguridad Humana. Él es el presidente y fundador de la organización benéfica Gp C, que inspira negocio para apoyar Marines Reales de necesidad, un miembro fundador de The Leaders Club y miembro de la RSA.
Él es un exalumno de la Universidad de Warwick, el Kings College de Londres, el Real Colegio de Estudios de Defensa y Alto Mando y Estado Mayor de golf.

### Vicios
Le encanta el deporte y la música, escribe blogs y ocasionalmente, y habla sobre una variedad de temas, desde la estabilidad actual para el liderazgo, el aprendizaje y el alto rendimiento.